# Hemerobius pulchellus
Hemerobius pulchellus är en insektsart som beskrevs av Von Block in Becker 1799. Hemerobius pulchellus ingår i släktet Hemerobius och familjen florsländor. Inga underarter finns listade i Catalogue of Life.